# Jean-Max Brua
Pour les articles homonymes, voir Brua.
Jean-Max Brua est un chanteur français né le 10 août 1938 à Paris 10e et mort le 7 avril 1999 à Périgueux. Proche de Jacques Bertin et Jean Vasca, son domaine était la chanson politique et poétique. Sur son album de 1971, Le chagrin, interviennent des musiciens de Magma.

## Discographie
45 tours single
- Deux cents mètres / J'y pense parfois… N'en parlons plus, 1968
- Ballade des enfants du roi / Tarde pas trop ma belle, 1969, Disques Mouloudji / Festival, DNX 11027
- Pastorale / La fête, 1970

45 tours maxi
- L'Étranger, L'Affiche / Bateaux… Compagnies…, Plus tard la rose, 1967, Disques Mouloudji, EM 12032

33 tours
- Bateaux… Compagnies…, 1969
- Le Chagrin, 1971
- Dis-moi le feu… Je te dirai le vent, Le Chant du Monde, LDX 74486
- Mon bateau de nuit, 1975, Le Chant du Monde, EP45-1236
- La Trêve de l'aube, 1976, Le Chant du Monde, LDX 74579

Compilation CD
- L'homme de Brive, 2006